# Luis Pulet
Músico argentino nacido en Córdoba el 23 de octubre de 1964. Comenzó su carrera musical como acompañante de diversas bandas de extracción popular hasta que en 1986 crea Dosis, un grupo con orientación pop bailable en el cual canta y toca teclados y guitarra, ejecutando un repertorio basado exclusivamente en temas de su autoría.
Con él actúa con asiduidad gracias a la Secretaría de Cultura que los lleva por toda la provincia, llegando a juntar más de 1000 personas en febrero de 1988 en cada una de las 6 noches en la cúpula destinada al Rock en la 1.ª.Edición de los carnavales en Fecor.
La hiperinflación, la falta de lugares para tocar y la crítica situación sociopolítica, encuentra en 1989 a Luis endureciendo su propuesta desarmando Dosis y formando una agrupación que tiende hacia una rama del rock más contestataria denominada El Rastro.
En febrero de 1991 forma el grupo de dark-rock La Red y un dúo junto a Ricardo Berger, Los Pérez García), que abordaría una temática musical totalmente desprejuiciada, yendo de la música brasilera al joropo, pasando por el rock, la canción y el blues, todo aderezado por la fuerte personalidad que imprimía el hecho de ser sólo dos voces, bajo, guitarra y caja de ritmo.Esta es quizás la etapa más importante de su carrera ya que la dupla realizó un total de 464 presentaciones desde sus inicios hasta fines de 1995.
Luis Pulet se aboca de lleno a un trío de música pop que había formado en el 94 junto a Luis Parody y Ramiro Lezcano (quien luego lideraría el grupo Los Otros en el interior cordobés), llamado Los Aspirantes. Se presentan con relativo éxito en distintas partes del país (desde San Salvador de Jujuy a General Pico, La Pampa).
A principios de 1998 compone material nuevo, canciones con formato de rock con evidentes influencias de los 80, que encajan perfectamente en la corriente denominada "Low Fi".Con ellas, se presenta como telonero de distintas agrupaciones. La respuesta favorable de un público que no era el propio, motivó la realización de su primer trabajo como solista (titulado "La Última Balada") y que se editó en forma independiente por medio del sello "Dogo Records", vendiéndose en forma exclusiva en las presentaciones del músico.
Desde el 2000 en adelante editó nuevos trabajos: "Sueños líquidos" (2000) oscuro demo que participó de un concurso de la Secretaría de Cultura de Córdoba; "Luis Pulet y Los Comerciantes" (2003), más orientado hacia un pop eléctrico; "Trip" (2005), un viaje conceptual y el más roquero hasta la fecha; "Blog" (2009), de formato meramente acústico e intimista, "Rockola" (2015), disco de versiones aggiornadas de temas que ejecutaba en las distintas bandas paralelas con las que hizo covers de otras vertientes que no eran la del rock ,"Espacio / Tiempo" (2018), EP que encastra en la corriente llamada indietrónica, un tributo a canciones del gran Charly García llamado "Soy mormón" (2019), el tema de apertura de su aventura radial llamado "Vamos a un bar" (2020), una reversión del tema que dio nombre a su primer trabajo con su banda Dosis llamado "En las puertas del sol" (2021), un EP de versiones de temas desconocidos para la gran audiencia llamado "Un karaoke para los amigos" (2022) y la presentación del video del tema que graba junto a Martín Pinus, "Pecados del silencio" (2024).

## Álbumes de estudio
- La última balada (1999)
- Luis Pulet y Los Comerciantes (2003)
- Trip (2005)
- Blog (2009)
- Rockola (2015)
- Soy mormón (2019)

## EPs
- Sueños líquidos (2000)
- Espacio/Tiempo (2018)
- Un karaoke para los amigos (2022)

## Sencillos
- Vamos a un bar (2020)
- En las puertas del sol (2021)
- Pecados del silencio (2024) con Martín Pinus